# دامنو
دامنو (به لهستانی:  Damno) یک روستا در لهستان است که در گمینا دامنگتسا واقع شده‌است. دامنو ۶۳۲ نفر جمعیت دارد.